# Torre del Cambrón

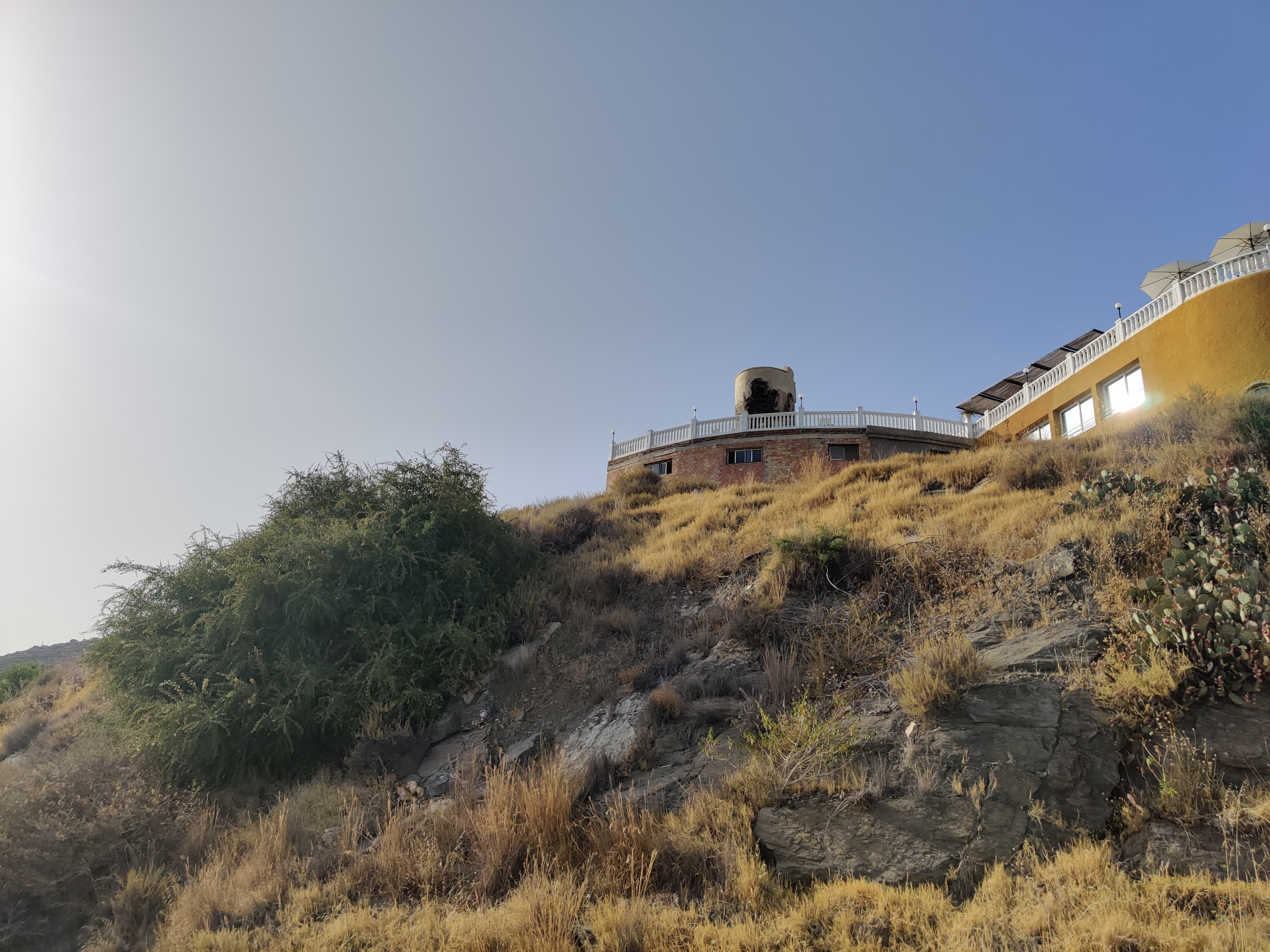
La Torre del Cambrón vista desde el sur

La Torre del Cambrón es una atalaya costera cilíndrica de época nazarí situada en el término municipal de Salobreña, provincia de Granada (Andalucía, España). Se ubica en un cerro de la ladera oriental del barranco del Cambrón. En la actualidad se encuentra en los jardines del hotel Salobreña. Desde ella se domina la costa de Almuñécar por la zona de Velilla y toda la vega del Guadalfeo, hasta el Peñón de Jolúcar en Torrenueva.

## Descripción
Está situada en el cerro de la Punta de la Torre del Cambrón, en la margen izquierda del barranco del mismo nombre. Actualmente se ubica en los jardines del hotel Salobreña.
Es una torre atalaya costera, levantada en época nazarí, con figura casi cilíndrica ya que dispone de un pequeñísimo talud y planta circular, de 3,90 metros de diámetro. Tiene una altura de unos 10,50 metros. Está construida con mampostería de piedras de mediano tamaño, formando hiladas regulares, colocándose de vez en cuando verdugadas de lajas.
En el siglo XVI se le aumentaron unos 2 metros de altura, por lo que, dada su esbeltez, se le adosó un revellín ataluzado en la base, con una altura de 1,50 metros, apreciándose claramente cómo el paramento vertical de la torre pasa por detrás del talud.
El hueco de acceso a la habitación se sitúa al Norte, a 5 metros de altura, estando construido con arco de medio punto y jambas de ladrillo. A partir de aquí, la edificación de la zona interior y la terraza fueron reformadas en el siglo XVI, haciendo una nueva distribución de su espacio, creando un pequeño distribuidor tras el hueco de acceso. Desde él, a la izquierda, sube la escalera a la terraza, empotrada en el grueso muro, mientras que, al frente, se encuentra la puerta de entrada a la sala. Esto tuvo que provocar forzosamente la demolición de la antigua bóveda y su nueva construcción, algo más pequeña. En el interior, se observa la existencia de tres troneras, orientadas al Este, Oeste y Sur, así como una chimenea.
Por una garita situada al Sureste, se sale a la terraza, de la que vuela un matacán provisto de buharda para defensa de la puerta, situada a 9 metros de altura.
La torre conserva buena parte de su enfoscado exterior de mortero de cal, sobre todo al Norte y Oeste. El paramento presenta dos capas diferentes de enlucido, si bien no parece que ninguna de ellas corresponda con la original árabe ya que ambos recubrimientos se prolongan también por el talud del revellín, lo que indica que ambos han sido ejecutados después de la mencionada intervención.
En el barranco del Cambrón, situado al oeste de la torre, hay un aljibe que debía estar relacionado con su uso.

## Historia
La torre fue levantada en época nazarí.
Según la "Relación del estado de todos los puertos fortificados de los ocho Partidos de la costa del Reino de Granada, dividido en Mandos, desde Calatarage, que da principio en el Reino de Andalucía, hasta San Juan de los Terreros, que confina con el de Murcia", elaborada por el mariscal de campo Antonio María Bucareli, 

No podía tener artillería, tenía un pequeño cuerpo de guardia con cinco infantes.